# Rebecca (série télévisée)
Pour les articles homonymes, voir Rebecca.
Rebecca est une mini-série policière française en huit parties de 50 minutes créée par Delphine Labouret et Didier Le Pêcheur et d'abord diffusée le 28 octobre 2021 sur Salto, et à la télévision du 18 novembre au 9 décembre 2021 sur la chaîne TF1. Il s'agit de l'adaptation de la série britannique Marcella créée par Hans Rosenfeldt pour le réseau ITV, et diffusée en France sur Netflix.
En Belgique, elle est diffusée depuis le 9 novembre 2021 sur La Une, et en Suisse romande depuis le 12 novembre 2021 sur RTS Un.

## Synopsis
Rebecca (Anne Marivin) reprend son poste de capitaine à la Criminelle, qu'elle avait abandonné, il y a six ans, en raison d'une dépression nerveuse. Elle obtient déjà une mission sur une nouvelle série de meurtres, et sent que le tueur est le même qu’elle n’avait pas pu arrêter six ans auparavant. Elle le poursuit donc à nouveau, malgré la perturbation de pertes de mémoire en plein travail. Elle découvre qu'une des victimes est la maîtresse de son mari, Julien (Benjamin Biolay). Elle doit trouver une solution de ce qui s'est passé pendant son blackout, car elle se pose la question : a-t-elle à voir avec ces histoires de meurtre ?

## Distribution
Sauf indication contraire, les informations mentionnées dans cette section peuvent être confirmées par la base de données cinématographiques Allociné,  présente dans la section « Liens externes ».

### Acteurs principaux
- Anne Marivin : Rebecca
- Benjamin Biolay : Julien Lacoste
- Samir Guesmi : Rafif Abderrafi
- Valérie Karsenti : Sylvie Baumann
- Grégory Montel : Henri Baumann
- Baptiste Lecaplain : Marco
- Clotilde Courau : Laura Portier
- Patrick Timsit : Pierre Collange
- Ophélia Kolb : Lucille Dolivet
- Salim Kechiouche : Thomas Weber

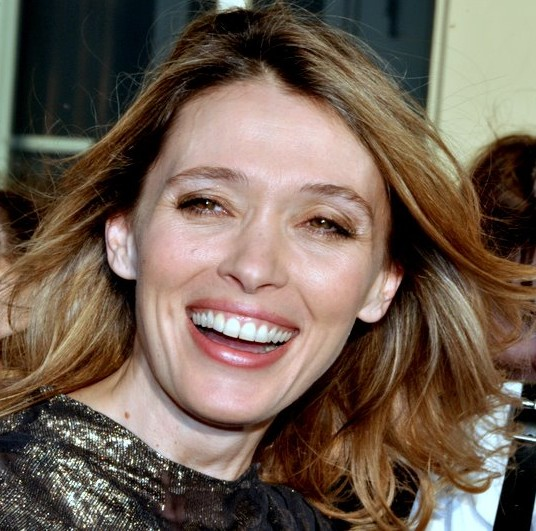
Anne Marivin, l'interprète du rôle-titre

- Pauline Cheviller : Laëtitia Baumann
- Artemisia Toussaint : Emma

## Production

### Développement
En février 2020, on apprend[style à revoir] que la série britannique Marcella créée par Hans Rosenfeldt va être adaptée en version française sous le titre Rebecca pour la chaîne TF1. Elle sera réalisée par Didier Le Pêcheur, qui est également scénariste en compagnie de Delphine Labouret.

### Distribution
En juin 2020, on révèle[Qui ?] qu'Anne Marivin a décroché le rôle-titre et que Benjamin Biolay incarnera son mari. Ils seront secondés par Samir Guesmi, Valérie Karsenti, Clotilde Courau, Patrick Timsit et Baptiste Lecaplain,.

### Tournage
Le tournage débute le 21 juillet 2020, en région parisienne,, et, en fin novembre 2020, en Normandie pour le village et les falaises de Senneville-sur-Fécamp.

### Musique
La musique de la série est composée par Jean-Pierre Taïeb, qui retrouve le réalisateur Didier Le Pêcheur après avoir musicalisé Infidèle (2020), dont la bande originale est publiée par Cristal Records, le 18 novembre 2021 :
Liste des pistes
1. Aime-moi (2:42)
2. Tense (1:21)
3. Who Am I (3:13)
4. When U Want Me (avec Elia - 2:21)
5. Theme (0:34)
6. Rebecca's Mind (2:26)
7. Soju comme du soda (avec Bobae - 1:56)
8. Hunting the Unicorn (avec Elia - 2:46)
9. After Blade (2:41)
10. Club Dope (1:52)
11. Hypnose and Revelation (5:18)
12. One Time Together (avec Elia - 3:54)
13. Don't F*** With Me (0:58)
14. Contre (1:50)
15. Kill (0:36)
16. The Quest (2:54)
17. Dead End (1:22)
18. R14 (3:33)

### Fiche technique
- Titre original : Rebecca
- Création : Delphine Labouret et Didier Le Pêcheur
- Casting : Michael Laguens
- Réalisation : Didier Le Pêcheur
- Scénario : Delphine Labouret et Didier Le Pêcheur
- Musique : Jean-Pierre Taïeb
- Décors : Hervé Leblanc
- Costumes : Nadia Chmilevsky
- Photographie : n/a
- Montage : n/a
- Production : Didier Le Pêcheur et Hans Rosenfeldt
- Sociétés de production : Elephant Story ; TF1 Productions
- Société de distribution : TF1 Distribution Télévision
- Pays de production :  France
- Langue originale : français
- Format : couleur
- Genre : policier
- Durée : 50 minutes
- Dates de première diffusion :
  - France : 28 octobre 2021 sur Salto ; 18 novembre 2021 sur TF1
  - Belgique : 9 novembre 2021 sur La Une
  - Suisse romande : 12 novembre 2021 sur RTS Un

## Accueil

### Audiences
| Épisode        | Diffusion              | Diffusion      | Audience moyenne          | Audience moyenne                       | Classement des audiences | Réf.   |
| Épisode        | Jour                   | Horaire        | Nombre de téléspectateurs | Part de marché (sur les 4 ans et plus) | Classement des audiences | Réf.   |
| -------------- | ---------------------- | -------------- | ------------------------- | -------------------------------------- | ------------------------ | ------ |
| 1              | Jeudi 18 novembre 2021 | 21 h 5 - 22 h  | 4 339 000                 | 20,5 %                                 | 1er                      | [ 9 ]  |
| 2              | Jeudi 18 novembre 2021 | 22 h - 22 h 55 | 3 390 000                 | 20,2 %                                 | 1er                      | [ 9 ]  |
|                |                        |                |                           |                                        |                          |        |
| 3              | Jeudi 25 novembre 2021 | 21 h 5 - 22 h  | 3 240 000                 | 14,7 %                                 | 2e                       | [ 10 ] |
| 4              | Jeudi 25 novembre 2021 | 22 h - 22 h 55 | 2 780 000                 | 15,9 %                                 | 2e                       | [ 10 ] |
|                |                        |                |                           |                                        |                          |        |
| 5              | Jeudi 2 décembre 2021  | 21 h 5 - 22 h  | 3 483 000                 | 16,2 %                                 | 1er                      | [ 11 ] |
| 6              | Jeudi 2 décembre 2021  | 22 h - 22 h 55 | 2 860 000                 | 17,4 %                                 | 1er                      | [ 11 ] |
|                |                        |                |                           |                                        |                          |        |
| 7              | Jeudi 9 décembre 2021  | 21 h 5 - 22 h  | 3 352 000                 | 15,2 %                                 | 1er                      | [ 12 ] |
| 8              | Jeudi 9 décembre 2021  | 22 h - 22 h 55 | 3 060 000                 | 17,2 %                                 | 1er                      | [ 12 ] |
|                |                        |                |                           |                                        |                          |        |
| Moyenne finale | Moyenne finale         | Moyenne finale | 3 313 000                 | 17,2 %                                 | -                        | [ 13 ] |

- Le plus haut chiffre d'audience
- Le plus bas chiffre d'audience